# موريس كين
موريس كين (بالإنجليزية: Maurice Keen)‏ هو مؤرخ بريطاني، ولد في 30 أكتوبر 1933 في لندن في المملكة المتحدة، وتوفي في 11 سبتمبر 2012.